# Svartabborrtjärnarna, Lappland
Svartabborrtjärnarna är en sjö i Jokkmokks kommun i Lappland och ingår i Luleälvens huvudavrinningsområde.